# Stockholm Knockout Live
Stockholm Knockout Live utkom 2006 och är det melodiska death metal-bandet Children of Bodoms första live-dvd.

## Medverkande
- Alexi Laiho - sång, gitarr
- Roope Latvala - gitarr
- Janne Warman - keyboard
- Henkka Seppälä - bas
- Jaska Raatikainen - trummor